# Igreja da Misericórdia de Évora
A Igreja da Misericórdia de Évora, ou Igreja da Santa Casa da Misericórdia de Évora, é um importante monumento religioso da cidade de Évora, situado no Largo da Misericórdia, freguesia de Évora (São Mamede, Sé, São Pedro e Santo Antão).
A Igreja da Misericórdia de Évora está classificada como Imóvel de Interesse Público desde 1983.

## História
A fundação da Irmandade da Santa Casa da Misericórdia de Évora remonta a 7 de Dezembro de 1499, tendo sido instituída pelo próprio rei D.Manuel I, pela sua mulher a Rainha D.Maria e pela sua irmã, a rainha-viúva D.Leonor. Tendo tido a primeira sede na Capela de São Joãozinho (anexa ao Convento de São Francisco), veio transferida para este local já no reinado de D.João III. A primeira pedra da igreja foi lançada em 1554.

## Descrição
A igreja, de uma só nave e de sóbrias proporções, apresenta um majestoso conjunto de arte barroca dos séculos XVII e XVIII, sendo uma das mais belas igrejas da cidade de Évora. As paredes laterais encontram-se revestidas de belíssimos painés de azulejos azuis e brancos, encimados por telas a óleo, representando as obras de misericórdia espirituais e materiais, respectivamente. 
A parede fundeira é totalmente preenchida por um notável retábulo de talha dourada, encimado pela representação, a óleo, da Virgem da Misericórdia.
O trono da exposição solene da Sagrada Reserva, em Quinta-Feira Santa, é ocultado durante o resto do ano por outra tela, representando a Visitação de Nossa Senhora a sua prima Isabel. Do lado direito, no corpo da igreja, levanta-se a galeria com os assentos onde tomam lugar os Mesários da Irmandade durante as cerimónias solenes.